# Fastrada
Fastrada je bila frankovska plemkinja, hčerka vplivnega avstrazijskega grofa Rudolfa in njegove žene Ede Bavarske in tretja žena Karla Velikega,  * okoli 765, Ingelheim, † 10. avgust 794, Frankfurt na Majni.
S Karlom Velikim se je poročila oktobra 783 v Wormsu, nekaj mesecev po smrti Karlove druge žene, kraljice Hildegarde. Nekateri zgodovinarji imajo Karlovo prvo ženo Himiltrudo za zakonito ženo in ne za priležnico, zato je Fastrada po njihovem štetju Karlova četrta žena. Glavni vzrok za poroko je bila utrditev frankovskega zavezništva vzhodno od Rena, ker se je Karel takrat še vojskoval s Sasi.
S Karlom Velikim je imela dve hčerki:
- Teodrado (784-?) opatinjo v  Argenteuilu in
- Hiltrudo (787-?).

Umrla je 10. avgusta 794 med cerkvenim zborom v Frankfurtu na Majni. Po zaslugi vplivnega nadškofa Rihulfa je pokopana v opatiji sv. Albana v Mainzu in ne v baziliki Saint-Denis v Parizu, kjer je pokopana večina frankovskih monarhov, ali v opatiji sv. Arnulfa pri Metzu. Po uničenju opatije sv. Albana leta 1552 so njen grob prenesli v južno ladjo stolnice v Mainzu.